# Stanisław Lubomirski (1704-1793)
Stanisław Lubomirski (1704 – Varsavia, 19 luglio 1793) è stato un nobile e politico polacco.

## Biografia
Era il figlio più giovane di Jerzy Aleksander Lubomirski, e di sua moglie,	Joanna Karolina von Sartzhausen.

## Carriera
Nel 1735 gli fu concesso il castello di Sadec, che diede a Małachowski nel 1754. Fu membro del parlamento nel 1738. Nel 1744 divenne rappresentante della provincia di Kiev in parlamento.
Fu anche coinvolto in scaramucce di confine con i tartari. Si candidò per la corona polacca ma dopo l'elezione di Stanisław August Poniatowski, venne nominato voivoda di Bracław il 15 dicembre 1764.
Era simpatizzante della Confederazione di Bar, Lubomirski non vi si unì in maniera ufficiale. Nonostante questo, alcuni dei suoi annessi combatterono dalla parte dei signori confederati. Il 29 ottobre 1772 fu promosso a governatore di Kiev. Alla Dieta del 1773-1775, divenne un membro della delegazione parlamentare, costretti sotto la pressione dei diplomatici di Russia, Prussia e Austria ad accettare la prima partizione della Confederazione Polacco-Lituana. Il 18 settembre 1773 firmò i trattati di cessione. Nel 1785 si dimise dalla carica di governatore di Kiev.
Nel 1738, dopo la morte di suo padre, ereditò grandi proprietà nei Voivodati di Sandomierz e Kiev. Nel 1755, dopo la morte di suo fratello maggiore senza figli, ricevette una tenuta a Volyn' e Podolia. Era uno dei più grandi magnati del confederazione. Possedeva 31 città e 738 villaggi, tra cui Dubno, Rovno e Svida. Finanziò la costruzione del palazzo Lubomirski a Leopoli.

## Matrimonio
Nel 1740 sposò Ludwika Honorata Pociejowna (?-1786), figlia di Antoni Pociejown. Ebbero cinque figli:
- Franciszek Ksawery (1747-1819);
- Józef (1751-1817), sposò Ludwika Sosnowska, ebbero tre figli;
- Aleksander (1749-1808), sposò Rozalia Chodkiewiczowna, ebbero due figli;
- Michał (1752-1825), sposò Magdalena Raczyńska, ebbero cinque figli;
- Ludwika (?-1829), sposò Jozef Makary Potocki, ebbero quattro figli.

## Morte
Morì il 19 luglio 1793 a Varsavia e fu sepolto nel Cimitero Powązki.